# Cappella Colleoni
Cappella Colleoni – kaplica i mauzoleum w Bergamo we Włoszech.
Budowla wznosi się przy Piazza Duomo. Kaplicę dla Bartolomea Colleoniego zaprojektował włoski architekt z przełomu XV i XVI wieku, Giovanni Antonio Amadeo. Powstawała w latach 1470–1476. W jej sąsiedztwie znajduje się baptysterium oraz bazylika Santa Maria Maggiore. Kaplicę Colleoniego można odwiedzać we wszystkie dni z wyjątkiem poniedziałków.
Kaplica, a zwłaszcza jej fasada z różnokolorowego marmuru, stanowi arcydzieło włoskiego renesansu.

## Historia
Kaplica Colleoniego, klejnot renesansu lombardzkiego przy Piazza Duomo, nosi wezwanie św. Jana Chrzciciela. Została zbudowana na rozkaz kondotiera i kapitana bergamońskiego Bartolomea Colleoniego, pozostającego w służbie Republiki Weneckiej. Zakaz budowy grobowców w kościele Santa Maria Maggiore był przypuszczalnie powodem, dla którego Colleoni zdecydował się na budowę kaplicy zewnętrznej, usytuowanej pomiędzy północnym ramieniem transeptu a absydą kościoła Santa Maria Maggiore, w miejscu zakrystii, niewielkiej kaplicy i Loggia dei Militi. Po uzyskaniu zgody na rozbiórkę zakrystii, zlecił architektowi i rzeźbiarzowi Giovanniemu Antoniowi Amadeo zaprojektowanie i zbudowanie na jej miejscu własnego mauzoleum, w którym miały zostać pogrzebane szczątki jego oraz jego ukochanej córki Medei, zmarłej w 1470 roku. Prace budowlane rozpoczęły się dwa lata później, a zakończyły w 1476, w rok po śmierci Colleoniego.

## Architektura

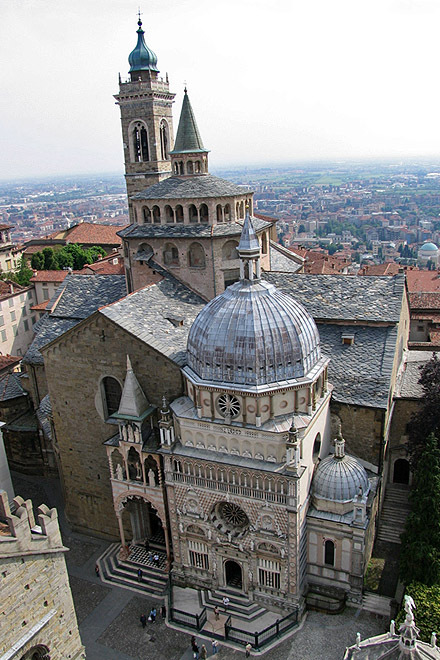
Bazylika Santa Maria Maggiore (z lewej i z tyłu) i Cappella Colleoni (z prawej, na pierwszym planie)

Amadeo zaprojektował budynek na planie kwadratu, składający się z dwóch części: głównej (nawy) z grobowcami i mniejszej (prezbiterium) z ołtarzem. Obie części zostały przykryte kopułami, wspartymi na ośmiobocznych bębnach. Budynek kaplicy został z jednej strony zharmonizowany z architekturą pobliskiej bazyliki, ale z drugiej – zdominował jej portyk, stając się głównym elementem architektonicznym tej strony placu. Potwierdzeniem przestrzennej i artystycznej dominacji monumentalnej kaplicy jest jej fasada, której bogata dekoracja stanowi syntetyczne połączenie barwnych, plastycznych i architektonicznych elementów zaczerpniętych z architektury romańskiej, klasycznej i renesansowej. Fasada została ujęta w dwa wydatne pilastry, zwieńczone pinaklami, pomiędzy którymi rozciąga się niewielka, wieńcząca fasadę loggia, zbudowana na ustawionych naprzemiennie niewielkich kolumnach i wspornikach w kształcie kandelabrów. Marmurowa ściana fasady udekorowana została białymi i różowymi rombami. W jej przyziemiu znajduje się łukowo sklepiony portal, obramowany lizenami i zwieńczony belką oraz trójkątnym tympanonem. Po obu stronach portalu znajdują się duże, prostokątne okna, wypełnione stojącymi naprzemiennie smukłymi kolumnami i kandelabrami, wsparte na podwójnym cokole, pokrytym płaskorzeźbami. Pięć płaskorzeźb przedstawia 10 scen biblijnych połączonych parami: Stworzenie Adama i Stworzenie Ewy, Kuszenie Adama i Ewy oraz Wygnanie z raju, Praca Adama i Ewy i Ofiara Izaaka, Ofiary Kaina i Abla złożone Bogu oraz Zabicie Abla, Lamech i Śmierć Kaina, natomiast 4 kolejne płaskorzeźby ukazują sceny z życia Heraklesa: Herakles i Antajos, Zabicie Hydry lernejskiej, Schwytanie byka kreteńskiego i Zabicie lwa nemejskiego. Nad portalem widnieje gotycka rozeta, osadzona w głębokim glifie. Rozetę flankują tonda z popiersiami Cezara i Trajana.
Balustrada z kutego żelaza i brązu przed kaplicą, ozdobiona herbem Colleoniego, została wykonana w 1912 roku przez Virginia Muzia według projektu Gaetana Morettiego.

## Wnętrze
Wnętrze kaplicy zdobią freski namalowane w 1733 roku przez Giovanniego Battistę Tiepolo w tym: Ścięcie św. Jana Chrzciciela, Męczeństwo św. Bartłomieja, Chrzest Chrystusa i Nauczanie św. Jana Chrzciciela, wypełniające lunety oraz cztery malowidła na pendentywach kopuły, reprezentujące Męstwo, Sprawiedliwość, Miłosierdzie i Wiarę. Wewnątrz kaplicy znajduje się monumentalny grobowiec Colleoniego, wyrzeźbiony przez Amadeo z wykorzystaniem motywów gotyckich, ale przepuszczonych przez filtr renesansowej wrażliwości; grobowiec składa się z dwóch sarkofagów pokrytych płaskorzeźbami i ozdobionych posągami: pierwszy z nich przedstawia pomnik konny z pozłacanego drewna dłuta Sisto z Norymbergi, zrealizowany na początku XVI wieku. Na lewej ścianie znajduje się grobowiec Medei Colleoni, również dzieło Amadea; na pokrywie sarkofagu widnieje postać zmarłej. Ciało kondotiera zostało odnalezione w 1999 roku, wewnątrz dwóch dolnych sarkofagów, natomiast grób Medei przewieziono z Urgnano w 1842 roku. Na podstawie pod grobowcem Medei umieszczono trzy intarsje Giovan Battisty Caniany.

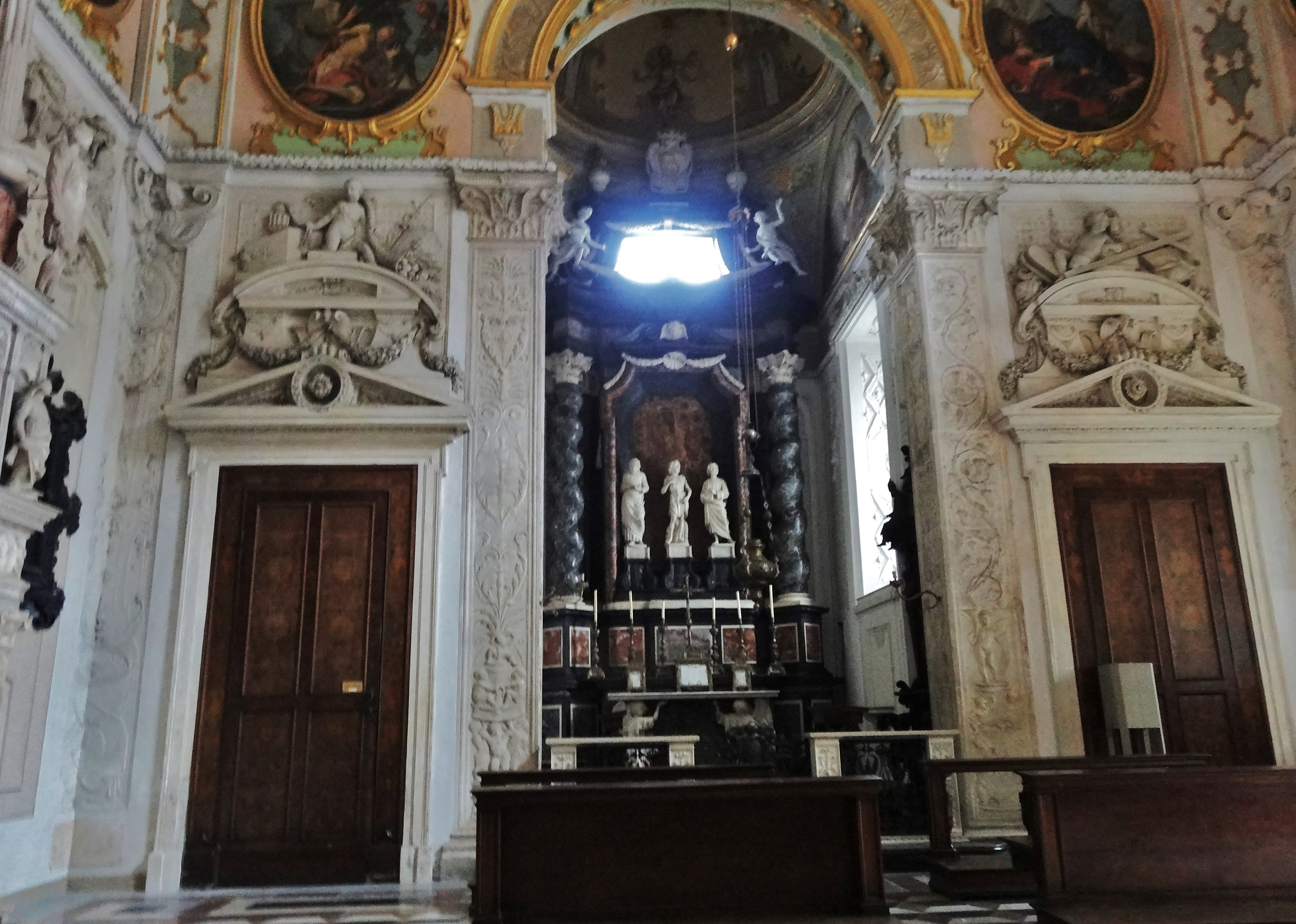
Wnętrze kaplicy – ołtarz
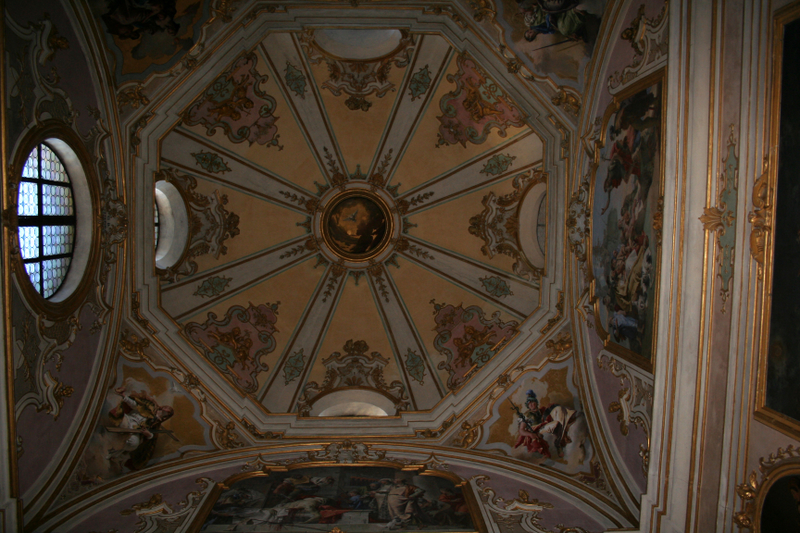
Sklepienie kopuły
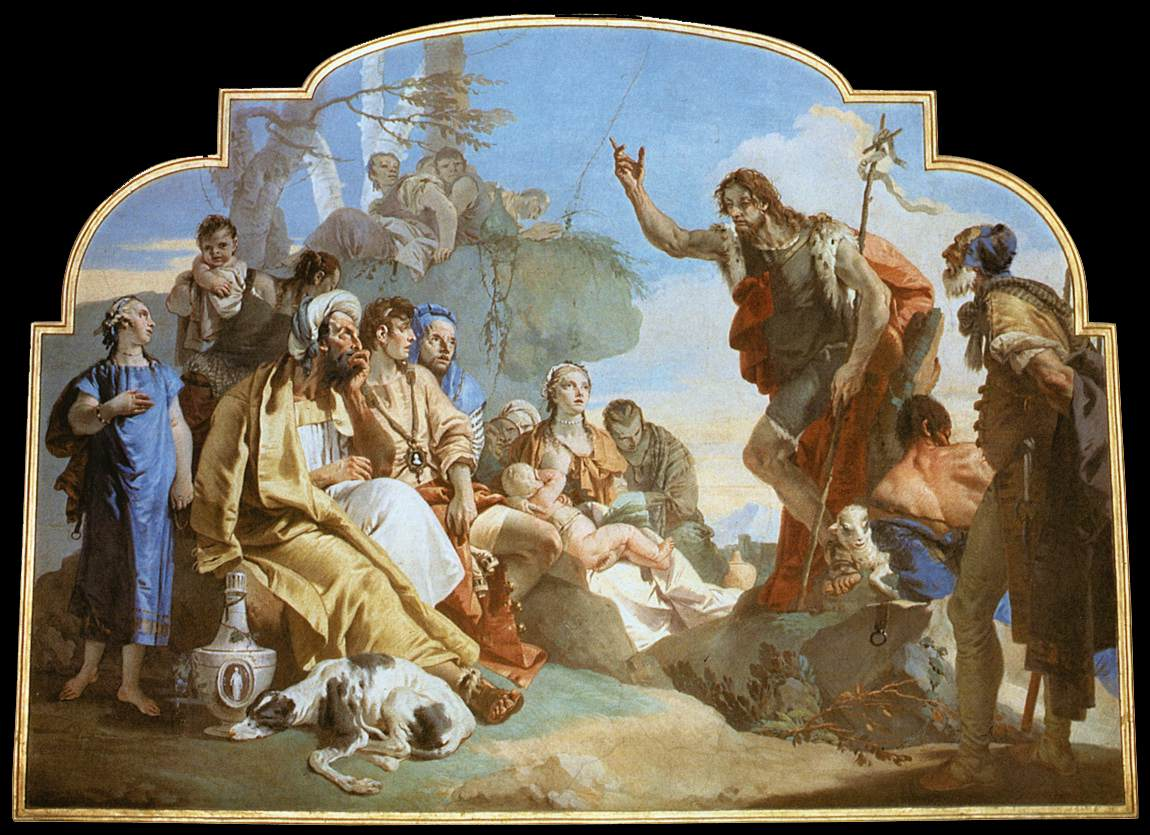
Giovanni Battista Tiepolo, Nauczanie św. Jana Chrzciciela
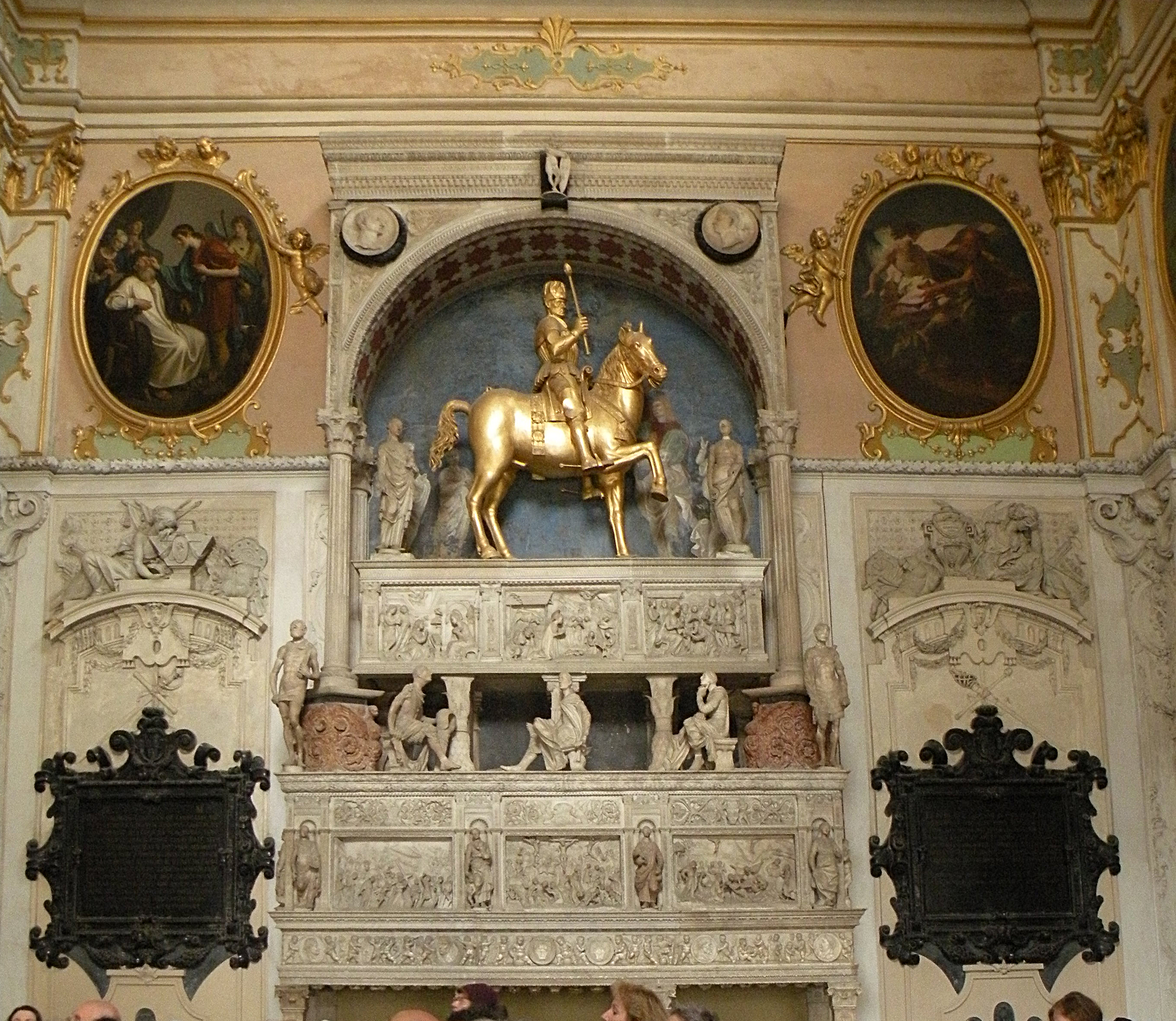
Grobowiec Bartolomea Colleoniego
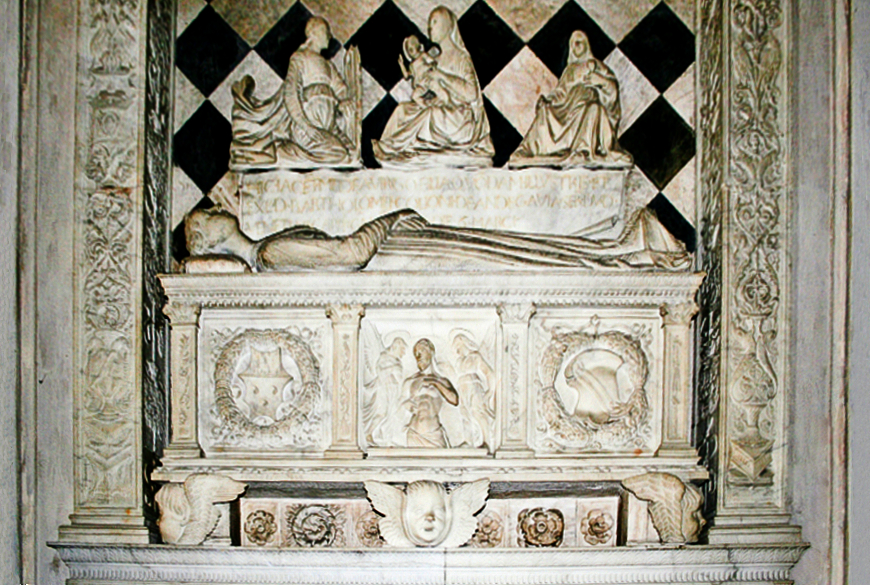
Grobowiec Medei Colleoni